# Muquém de São Francisco
Muquém do São Francisco – miasto i gmina w Brazylii, w stanie Bahia. Znajduje się w mezoregionie Vale São-Franciscano da Bahia i mikroregionie Barra.